# Mary Wills
Pour les articles homonymes, voir Wills.
Mary Wills, née le 4 juillet 1914 et morte le 7 février 1997, est une costumière et conceptrice de costume américaine pour le cinéma.
Elle a été nommée plusieurs fois pour l'Oscar de la meilleure création de costumes dont pour Les Amours enchantées (1963), Un certain sourire (1958) et Le Journal d'Anne Frank (1959) 

## Filmographie
- 1948 : Vous qui avez vingt ans (Enchantment) d'Irving Reis
- 1949 : Tête folle (My foolish Heart) de Mark Robson
- 1950 : La Capture (The Capture) de John Sturges
- 1956 : Derrière le miroir (Bigger Than Life) de Nicholas Ray
- 1956 : Carousel d'Henry King
- 1956 : L'Enfant du divorce (Teenage rebel) d'Edmund Goulding
- 1957 : Les Naufragés de l'autocar (The Wayward Bus) de Victor Vicas
- 1962 : Les Amours enchantées (The Wonderful World of the Brothers Grimm) de George Pal et Henry Levin